# Морлино, Томмазо
Томмазо Морлино (итал. Tommaso Morlino; 26 августа 1925, Ирсина, Италия — 6 мая 1983, Рим, Италия) — итальянский государственный деятель, председатель Сената Италии (1982—1983).

## Биография
Получил образование в сфере права и политологии. Национальный советник Христианско-демократической партии с 1954 года, заместитель руководителя в 1964—1965 годах, являлся членом национального правления и руководителем нескольких отделений партии.
С 1968 года — сенатор.
С 1973 года по 1974 год — секретарь по финансовым вопросам,
С 1974 года по 1976 год — министр по делам регионов Итальянской Республики.
С 1976 года по 1979 год — министр по вопросам бюджета и делам регионов Итальянской Республики.
С 1979 года по 1980 год — министр юстиции Италии.
С декабря 1982 года — председатель Сената Италии.
Скоропостижно скончался в мае 1983 года.

## Награды
- Великий офицер ордена «За заслуги перед Итальянской Республикой» (27 декабря 1963 года)[1].